# Antonio Venier

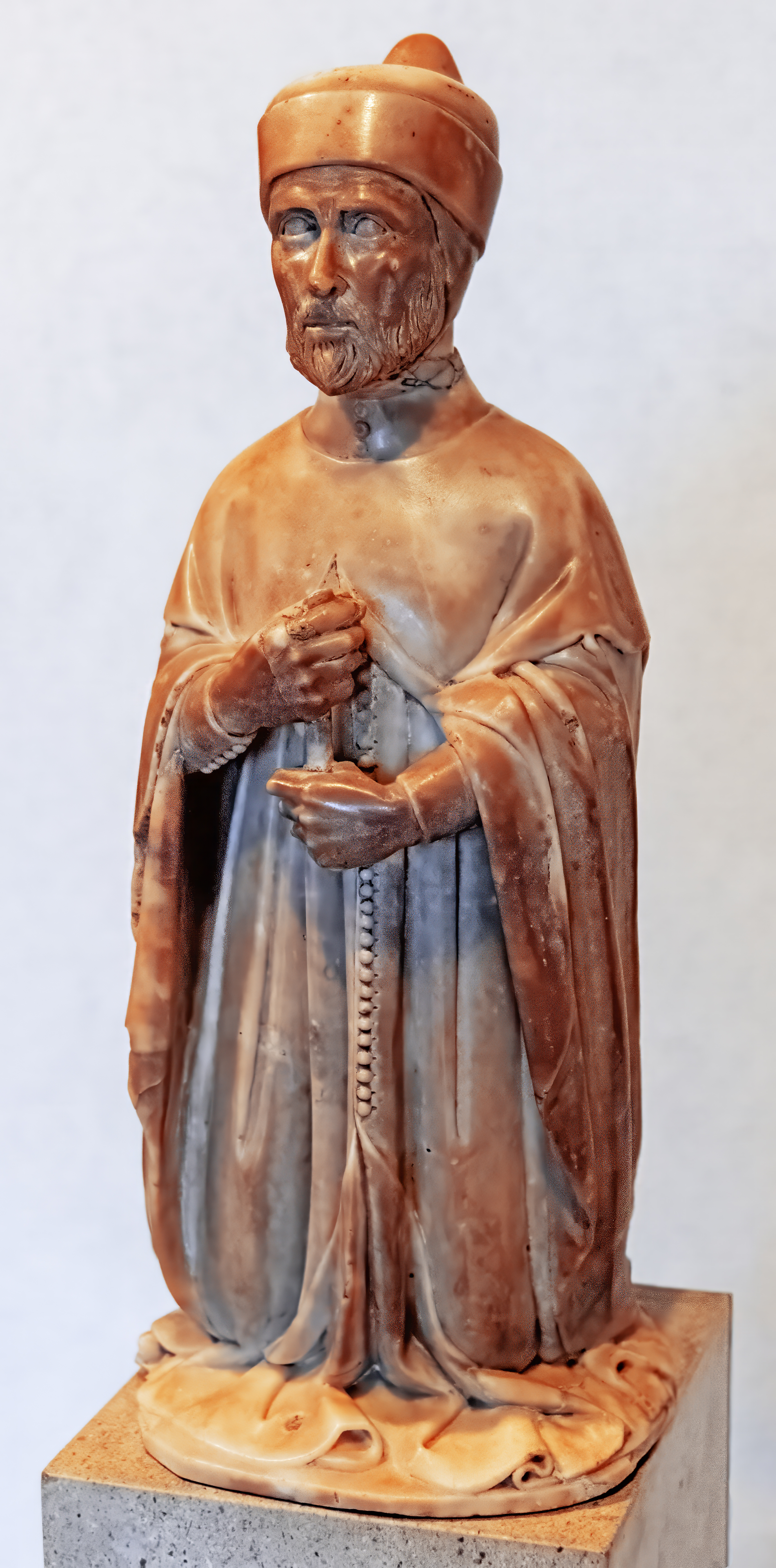
Büste des Dogen von Jacobello dalle Masegne (fl. 1383–1409), Archäologisches Nationalmuseum Venedig

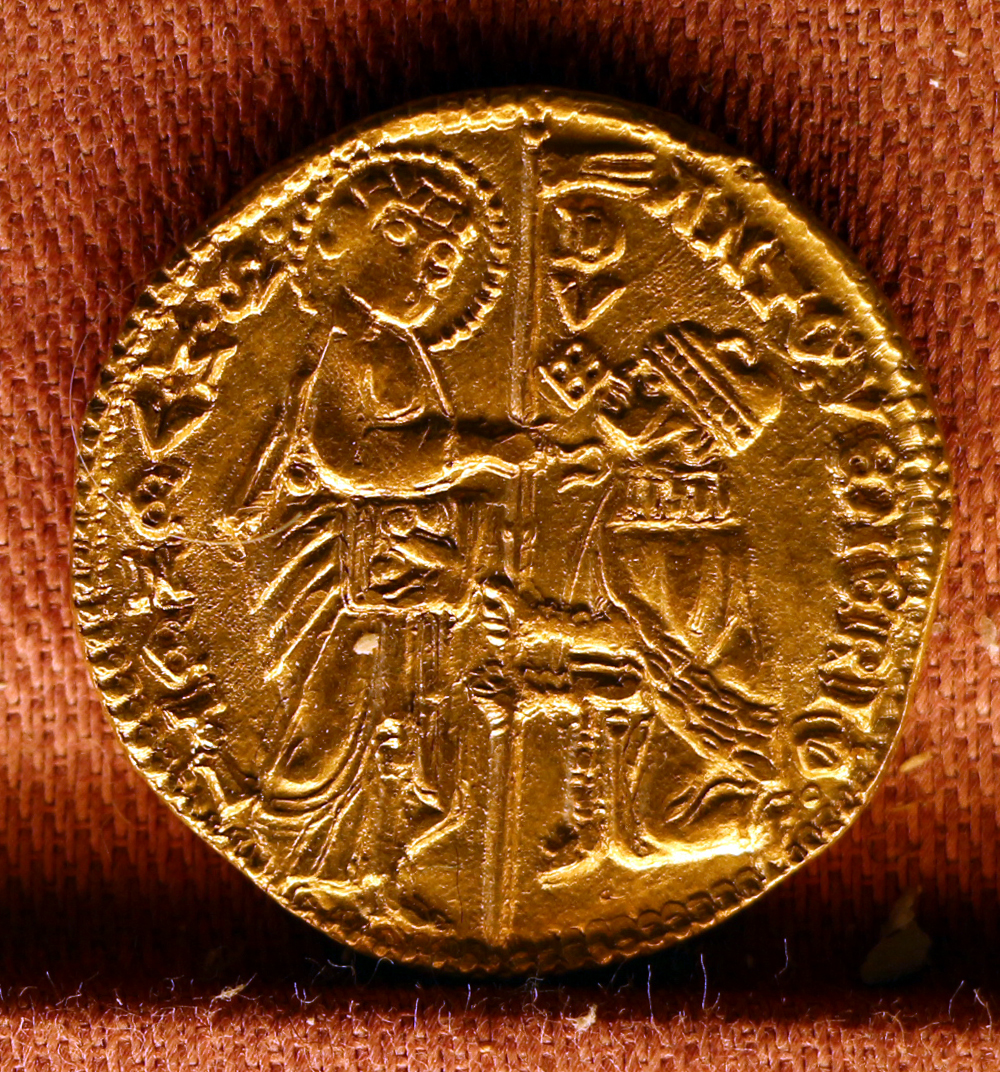
Eine unter „Anto.Venerio“ geprägte Goldmünze, der Doge kniend vor dem Evangelisten Markus

Antonio Venier (* nach 1325; † 23. November 1400 in Venedig) war nach der Zählung der staatlich kontrollierten Geschichtsschreibung der Republik Venedig ihr 62. Doge. Gewählt am 21. November 1382, als er sich auf Kreta befand, regierte er ab seiner Rückkehr nach Venedig am 13. Januar 1383 bis zu seinem Tod rund 18 Jahre lang.
Im Zuge der schweren Kämpfe insbesondere gegen Genua stieg Venier in höchste militärische Funktionen als Flottenführer in der Ägäis auf und wurde überraschend als Kompromisskandidat zum Dogen gewählt. Während seiner Herrschaftszeit gelang es in wechselnden Koalitionen dem äußeren Druck der Signorie Oberitaliens standzuhalten, Venedigs Einfluss in Albanien und Griechenland zu stärken und die dortigen Handelswege zu sichern. Berühmtheit erlangte der Doge, als er seinen Sohn Lodovico lieber im Gefängnis sterben ließ, als ihn, der wegen schwerer Beleidigungen der Frau des Patriziers Giovanni Dalle Boccole schuldig gesprochen worden war, zu begnadigen, was ihm als Dogen möglich gewesen wäre. 

## Herkunft und Familie

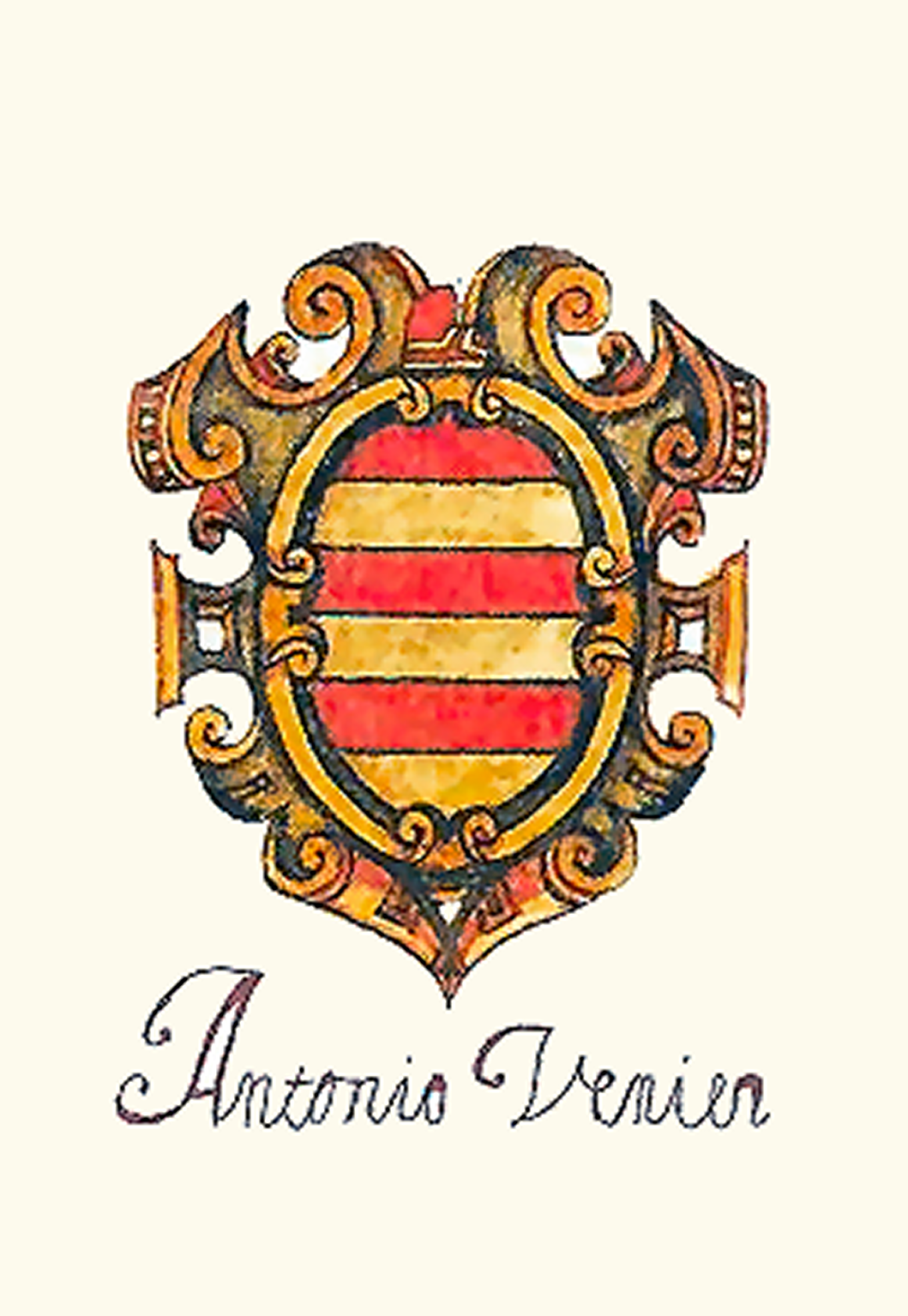
Wappen Antonio Veniers, frühes 17. Jahrhundert

Die Venier, die zu den 16 neuen Familien, den case nuove gehörten, stellten mit Antonio, Francesco und Sebastiano Venier drei Dogen, sowie 18 Prokuratoren und eine Reihe von Admirälen. Seit der Wahl Antonio Veniers waren es diese case nuove, später auch case ducali genannt, die die meisten Dogen stellten.
Die ersten Angehörigen der Familie erscheinen in den Quellen erst Mitte des 12. Jahrhunderts. Dabei bekleideten sie weder höhere Ämter, noch standen ihnen Beziehungsnetzwerke oder Allianzen zur Verfügung.
Antonio Venier wurde kurz nach 1325 als Sohn des Nicolò, eines Bewohners der Gemeinde San Zan Degolà geboren; genannt wurde er innerhalb der Familie „Antoniazzo“. Der Name seiner Mutter ist nicht überliefert. Auch über seine Jugend ist sonst nichts bekannt. Vor seiner Wahl zum Dogen war sein Vermögen eher bescheiden. Im Zensus von 1379, estimo genannt, erscheint er mit einem Vermögen von 2.500 libra. Damit lag er weit hinter den Vermögen derjenigen, die ansonsten zur Dogenwahl antraten.
Antonio Venier heiratete Agnese, Tochter des Francesco da Mosto. Sie starb 1410 und wurde, wie ihr Ehemann, in San Zanipolo beerdigt. Aus seinem Testament, das am 24. Oktober 1400 aufgesetzt wurde, geht hervor, dass das Paar mindestens sieben Kinder hatte, nämlich Alvise, Giacomo, Nicolò, Alessandro, Chiara, Franceschina und Valvina. 
Der zweitgeborene Giacomo heiratete eine Tochter des Bartolomeo Loredan aus der Gemeinde San Cassan,  Nicolò heiratete Petronilla, Tochter des Leonardo I. Tocco, Conte von Kefalonia und Duca von Leucade, Witwe des 1383 ermordeten Nicolò II. dalle Carceri, des Herzogs von Naxos. Chiara heiratete Franceschino Leone aus der Gemeinde San Giovanni Crisostomo; Franceschina wiederum ehelichte einen Angehörigen der Familie Gabriele. Valvina wurde hingegen Nonne im Kloster San Zaccaria.
Alvise, der Erstgeborene, starb 1388 im Gefängnis wegen der schweren Angriffe auf den Patrizier Giovanni dalle Boccole, bzw. wegen übler Nachrede gegen dessen Frau. Sein Vater hätte ihn begnadigen können, doch ließ er ihn im Gefängnis, obwohl er dort schwer erkrankt war. So wurde der Doge „berühmt wegen seiner strengen Gerechtigkeitsliebe, die für den des Ehebruches schuldigen Sohn Alvise keine Milderung der Strafe erlaubte“, wie Heinrich Kretschmayr formulierte.

## Leben

### Aufstieg
Seinen Aufstieg verdankte Venier seinen militärischen Erfolgen zur See. So erscheint er 1368 erstmals in den Quellen, nämlich als sopracomito, als Kommandant einer Galeere in Candia, der Hauptstadt der venezianischen Kolonie Kreta. Dort war 1366 ein fünfjähriger Aufstand der venezianischen Siedler niedergeschlagen worden.

#### Tenedos (1377), Flottenführer im Krieg gegen Genua (1381)
Knapp ein Jahrzehnt später geriet er in den Konflikt zwischen Genua und Venedig um die Insel Tenedos, unweit der Dardanellen und somit von größter strategischer Bedeutung für die Kontrolle der Schifffahrt Richtung Konstantinopel und bis ins Schwarze Meer. Kaiser Johannes V. hatte 1376 Venedig den befristeten Besitz der Insel eingeräumt, doch sein Sohn Andronikos IV. unterzeichnete einen ähnlichen Vertrag mit Genua. Dies löste den Chioggia-Krieg zwischen den beiden bedeutendsten Seemächten der Epoche aus, die sich zudem Verbündete suchten.
Venier hielt sich im Januar 1377 als Bailò und Capitano auf Tenedos auf. Er war also sowohl für die zivile als auch die militärische Verwaltung der Insel verantwortlich. Er sorgte dementsprechend für ihre Befestigung, und zusammen mit einer venezianischen Flotte unter dem Kommando von Carlo Zeno konnte er einen Eroberungsversuch der Genuesen abwehren. Auch in den kommenden Kriegsjahren kämpfte er gegen die Genuesen, jedoch ohne einen der höchsten Posten zu bekleiden. 1381 wurde er als Flottenführer nach Kreta entsandt.

#### Wahl, Rückkehr aus Kreta, Einholung
Als der Doge Michele Morosini im Oktober 1382 starb, war Venedig in einer äußerst prekären Situation. Zwar war der Krieg gegen Genua beendet, in deren Verlauf zum ersten Mal seit Jahrhunderten feindliche Schiffe in die Lagune von Venedig eingedrungen waren, der Handel weitgehend unterbrochen, die Staatsfinanzen zerrüttet waren, doch gab es noch kaum Anzeichen der Erholung, zumal die Stadt erneut von der Pest getroffen wurde. Nun traten fünf Männer als Kandidaten für das Amt des Dogen an.
Die bedeutendsten Familien stellten ihre Kandidaten, nämlich die Corner, Gradenigo, Loredan, Dandolo und Zen, alle Mitglieder der alten Familien. Dabei war Leonardo Dandolo der Kandidat mit den meisten Stimmen, doch konnte auch er nicht die Mehrheit auf sich vereinen. Er schlug daraufhin den abwesenden Antonio Venier vor, der zu aller Überraschung am 21. November 1382 von 25 der 41 Elektoren gewählt wurde. Zu dieser Zeit befand sich Venier noch auf Kreta. Daher trat er sein Amt erst am 13. Januar 1383 an, wie der zeitgenössische Chronist Raffaino Caresini schreibt.
Bei seiner Ankunft wurde er am Lido feierlich mit dem Bucintoro abgeholt. Seine Wahl wurde nach zeitgenössischen Angaben ein ganzes Jahr lang mit Festen, Bällen, Regatten und Stierkämpfen gefeiert.

### Das Dogenamt

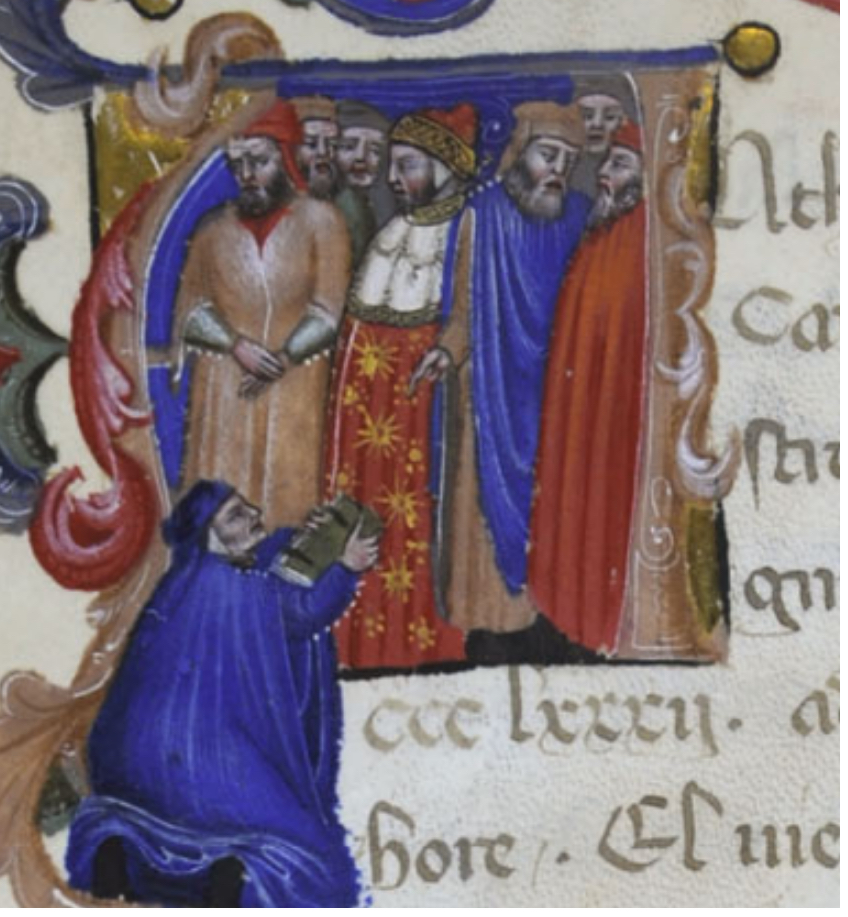
Initiale mit bildlicher Darstellung des Dogen Antonio Venier und des Großkanzlers Rafaino de’ Caresini in der Initiale einer Handschrift der Biblioteca Marciana, It VII, 770 (=7795). Caresini überreicht dem Dogen kniend die von ihm verfasste Chronik.

#### Allianz gegen die Carrara (ab 1381), Kämpfe um Aquileia, Rückgewinnung von Treviso und Ceneda (1388)
Nach dem Friedensschluss von Turin am 8. August 1381, der unter Vermittlung durch Amadeus VI. von Savoyen zustande gekommen war, spitzte sich der Konflikt mit den Carrara von Padua wieder zu, der seit 1373 um territoriale Differenzen entstanden war. Die Carrara durften an den Grenzen des Dogats Festungswerke errichten. Dem Herzog von Österreich, Leopold III., kauften sie die Städte Feltre, Belluno, Ceneda und vor allem Treviso ab. Letztere Stadt hatten die Venezianer den Österreichern nur deshalb am 5. April 1381 überlassen, um zu verhindern, dass sie in die Hand der Paduaner geriet. Venedig sah angesichts der Expansion der Carrara seinen Handel über Oberitalien gefährdet. 
Noch schwieriger wurde die Situation, als Franzesco il vecchio von Carrara, Signore von Padua in den Jahren 1345 bis 1388, in die Nachfolgestreitigkeiten im Patriarchat Aquileia eingriff. Er stellte sich auf die Seite Philipps II. von Alençon, der wiederum von Ungarn unterstützt wurde. Gegen dessen Vormarsch suchten nun Udine und die Adligen des Friaul die Zusage auf Unterstützung durch Venedig, die sie am 8. Februar 1385 auch erhielten. Im Mai stellte sich auch Antonio della Scala, der Signore von Verona auf ihre Seite. Gegen die Scaligeri verbündeten sich 1385 ihrerseits die Carrara mit Gian Galeazzo Visconti von Mailand.
1387 eskalierte der Konflikt zwischen Verona und Padua erneut. Am 11. März besiegten die Truppen der Carrara unter dem Söldnerführer John Hawkwood bei Castagnaro die Veronesen. Damit war das Ende der Hegemonie der Scaligeri besiegelt. Doch auch die Carrara, die die Teilung des Gebietes ihrer Gegner mit den Visconti anstrebten, mussten feststellen, dass sich diese nicht an ihre Zusagen hielten. Sie eroberten demzufolge nicht nur Verona im Oktober 1387, sondern auch Vicenza.

#### Allianz mit und gegen die Visconti von Mailand (bis 1400), Unterstellung Paduas (1399)

Ausdehnung des Herzogtums Mailand im Jahr 1402

Antonio Venier zog trotz des Paktes mit Padua eine Allianz mit den Visconti vor. Am 29. Mai 1388 kam es zu einem Abkommen, aufgrund dessen die Militäroperationen gegen Padua, die die Mailänder durchführten, von Venedig finanziert wurden, ohne dass dessen Truppen im Konflikt erschienen. Während die Carrara Padua, Treviso, Ceneda, Feltre, Belluno und deren Territorien einbüßten, konnte sich Venedig am 5. Dezember 1388 den Besitz von Treviso und Ceneda sowie einiger angrenzender Gebiete ausbedingen.
Nun allerdings wurde Mailand in den Augen der führenden Gruppen in Venedig einschließlich des Dogen zu mächtig. So entstand ein heimliches Bündnis mit dessen Gegnern, allen voran Florenz, aber auch Francesco Novello, den Carrara. Doch erst 1397 griff Venedig unmittelbar ein. Eine Flotte fuhr den Po aufwärts, um Francesco I. Gonzaga, den Signore von Mantua, der im Streit mit Mailand lag, zu unterstützen. 1398 trat Venedig einer Liga gegen die Visconti bei, doch unterzeichnete Venedig mit Mailand im Mai 1398 einen Waffenstillstand. Im nächsten Jahr konnten venezianische Unterhändler Francesco Novello dazu bewegen, sich Venedig zu unterstellen und im März 1400 besiegelte Venedig einen Frieden zwischen der Liga gegen die Visconti auf der einen und Mailand auf der anderen Seite. Damit kamen die Gegner der Visconti unter den Schutz Venedigs. Schon früher war es der Stadt gelungen, die Kontrolle über die Polesine di Rovigo zu gewinnen, die am 5. April 1395 von Niccolò III. d’Este, Signore von Ferrara, verpfändet worden war.
In der Adria konnte Venedig die Herrschaft über Skutari, Durazzo und Korfu gegen türkische Expansionsbestrebungen behaupten und schließlich sogar einen für Venedig vorteilhaften Frieden schließen. In Oberitalien dagegen geriet die Republik unter Druck durch die Visconti, die ein Bündnis mit den Habsburgern gegen Venedig geschlossen hatten und die nacheinander Verona, Vicenza, Padua und andere oberitalienische Städte erobern konnten.

#### Dalmatien, Sicherung der Handelswege, Ausdehnung des Kolonialreichs
Nach dem Tod König Ludwigs I. von Ungarn im Jahr 1382 unternahm Venedig keinen Versuch, das 1358 verlorene Dalmatien zurückzugewinnen. Daher wies es auch Bündnisangebote zurück, wie das Sigmunds von Luxemburg, der im März 1387 König von Ungarn wurde, oder von Tvrtko I. († 1391), dem ersten König von Bosnien. Dieser hatte den neuen ungarischen König nicht anerkannt, und versuchte die Städte Dalmatiens zu erobern. Auch als es in Ungarn zu inneren Auseinandersetzungen kam, mischte sich Venedig nicht ein.

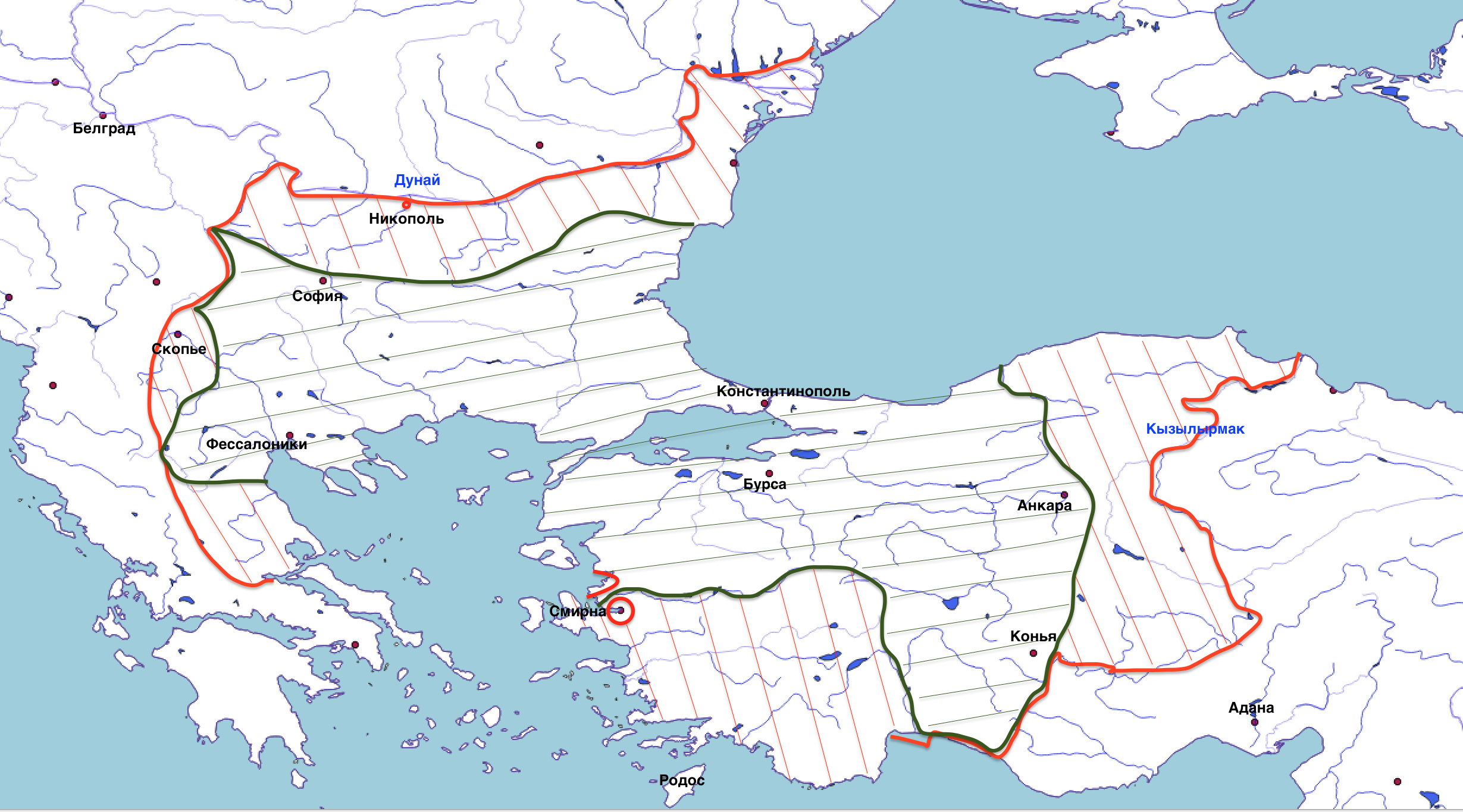
Ausdehnung des Osmanenreichs 1389 und 1396

Ganz anders hingegen in der Ägäis und den Küstenstädten Albaniens und Griechenlands. Dort ging der Handel genauso zurück, wie im Schwarzen Meer. Zudem bedrohten die Osmanen zunehmend Konstantinopel, so dass sich Venedig gezwungen sah, seine Handelswege zu sichern und zu befestigen. Dies geschah überwiegend durch Käufe und Erbgänge, aber auch durch gewaltsame Besetzung. So kam 1386 Korfu an Venedig, ebenso wie Butrint, die bereits den Anjou gehört hatten. 1388 kamen Nauplia und Argos hinzu, beide auf der Peloponnes gelegen. Diese beiden waren durch den Tod des Venezianers Pietro Corner, bzw. durch seine Witwe Maria an Venedig gelangt. 1390 dehnte Venedig seine Macht über die gesamte Insel Negroponte aus, nachdem der letzte Signore der Insel gestorben war. Im selben Jahr sicherte sich Venedig die Herrschaft über Tinos und Mykonos, 1392 wurde Durazzo besetzt, das heutige Durrës. Als Neri Acciaiuoli starb, der Herzog von Athen, kam ein Teil des Herzogtums gleichfalls an die Lagunenstadt. Schließlich kam 1396 Scutari an Venedig, das heutige Shkodra.

#### Niederlage der Kreuzfahrer gegen die Osmanen (1396)

Karte der Schlacht bei Nikopolis mit den Anmarschwegen der beteiligten Heere

Der Versuch, die Osmanen zurückzudrängen – was üblicherweise durch einen Kreuzzug geschah, an dem sich auch Genua und Venedig beteiligten – scheiterte 1396 in der Schlacht bei Nikopolis, in der die Osmanen das Kreuzfahrerheer besiegten. Antonio Venier hatte eigens Emissäre an die europäischen Höfe entsandt, um für das Unternehmen zu werben, an dem sich König Sigismund ebenso beteiligte, wie Kaiser Manuel II., aber auch der König von Frankreich. Kurzfristig fiel danach sogar Argos an die Osmanen, die es jedoch im Rahmen eines Vertrages zurückgaben.

#### Regelmäßiger Handel im gesamten Mittelmeerraum und bis nach England
Schon ab 1382 war es gelungen, den Handel mit dem Mamlukenreich zu intensivieren. Schon bald kontrollierte Venedig den Handel mit Syrien und Ägypten.
Mit Tunis unter dem Hafsiden Abu l-Abbas Ahmad II. kam es 1392 ebenfalls zu einem Handelsvertrag, und auch die iberische Halbinsel wurde nun stärker in den Handel einbezogen, und zwar sowohl Aragon und Kastilien, als auch das muslimische Granada. Ein großer Schritt war die Wiedereröffnung des Handels mit Flandern und England, denn nun fuhren regelmäßig Schiffskonvois, die mude, dorthin.

#### In Venedig, Tod und Grabmal

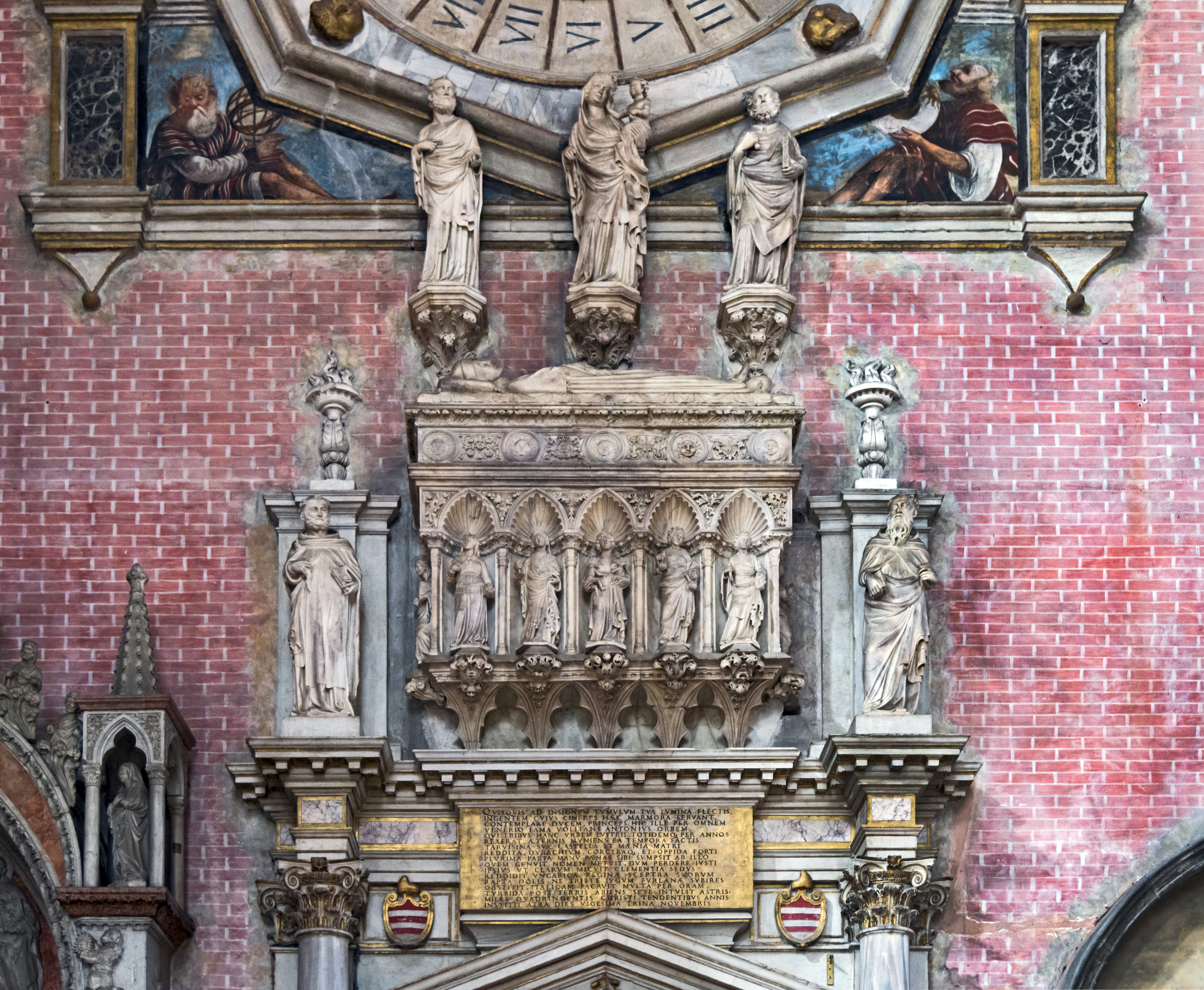
Sein Grab in der Kirche San Zanipolo

Während seiner Regierung wurde der im Chioggia-Krieg zerstörte Hafen von Chioggia wieder befestigt. Daneben veranlasste Venier, bzw. die Signoria, weitere Baumaßnahmen, wie 1382, bzw. 1384 die Pflasterung des Markusplatzes.
Antonio Venier starb am 23. November 1400. Sein Grabmal, erbaut 1403 bis 1410 und mehrfach versetzt, befindet sich über dem Portal der Cappella del Rosario in der Kirche San Zanipolo, in unmittelbarer Nähe des Grabmals für die Dogaressa Agnese da Mosto und ihre gemeinsame Tochter Orsola Venier, die bereits vor ihrer Mutter gestorben war.